# Het Zakmes
Het Zakmes is een Nederlandse kinderfilm uit 1992, geregisseerd door Ben Sombogaart. Het is gebaseerd op het boek van Sjoerd Kuyper. Hij schreef ook het scenario. De hoofdrollen waren voor Olivier Tuinier, Verno Romney, Genio de Groot en Adelheid Roosen.

## Verhaal
Het jongetje Tim laat op school zijn grote zakmes zien aan zijn vriend, de 6-jarige Mees. Als de juf langskomt stopt Mees het snel weg. Nadat Tim verhuisd is, komt Mees erachter dat hij diens zakmes nog heeft. Mees kan het probleem niet aan zijn vader voorleggen want van hem mag Mees helemaal niet met een zakmes rondlopen. Veel hulp kan hij ook niet verwachten van zijn moeder, die zangeres is en daardoor weinig thuis is. Op school neemt de juf het mes in beslag en stopt het in haar la. Mees verwisselt het stiekem met het mes van zijn vader.
Hij stuurt het mes van Tim in een brief aan hem op, maar krijgt deze de volgende dag weer terug omdat er geen adres op stond, Mees wist het adres van Tim niet en probeerde het mes daarom zonder adres op te sturen. Mees wil nu naar Almere reizen, want Koningin Beatrix komt daarnaartoe en álle schoolkinderen zullen er zijn, dus ook Tim. Hij haalt geld uit zijn spaarpot en gaat naar het loket om een kaartje te kopen, maar hij heeft te weinig geld. Zonder kaartje stapt hij toch maar in de trein. Een vrouw komt bij hem zitten en begint met hem te praten. Mees komt er tijdens het gesprek achter dat hij het zakmes bij het loket heeft laten liggen. De vrouw laat hem er bij het volgende station uit en vertelt aan een conducteur wat er aan de hand is. Thuis wordt hij gebeld door iemand die het mes gevonden heeft; Mees kan het ophalen bij het kantoor van een krant, want daar werkt hij. Mees krijgt het zakmes terug en komt op het kantoor op het idee om een advertentie te plaatsen. De volgende dag komt Mees erachter dat deze krant alleen in zijn eigen woonplaats wordt uitgegeven en dat Tim zijn advertentie dus niet gelezen kan hebben. Een paar dagen later kijkt Mees samen met zijn ouders naar een talentenjacht voor kinderen. Zijn moeder stimuleert hem om mee te doen en Mees realiseert zich dat hij op die manier zijn vriend Tim kan bereiken, want deze talentenjacht blijkt op televisie te worden uitgezonden, zodat ook hij deze kan zien. Samen met zijn vader koopt Mees een trommel voor zijn verjaardag en hij studeert twee liedjes in: één om aan zijn ouders te laten horen, en het ander dat hij alleen tijdens de show zal zingen. In het laatste liedje zit een oproep voor Tim: "Tom ik heb je mes". Ze hebben samen een 'geheimtaal', de taal van de kippen, waarin alle klinkers zijn vervangen door een 'o'.
Tijdens de show draagt Mees zijn nummer voor, en tot grote verbazing van zijn ouders zingt hij een ander nummer. Als hij klaar is en naast zijn ouders in het publiek zit, worden zijn ogen met twee handen afgedekt. Achter hem staat Tim. Ze verlaten de studio en praten bij. Mees geeft het mes aan Tim en hij vertelt over de manieren waarop hij hem probeerde te bereiken. In de studio is iedereen inmiddels hard aan het roepen dat ze Mees willen zien, want hij blijkt de zangwedstrijd te hebben gewonnen met zijn liedje. Als hij door zijn ouders gevonden is speelt hij nog één keer het liedje waardoor Tim hem wist te vinden en hij hem het mes kon teruggeven.

## Rolverdeling
| Acteur                    | Personage              |
| ------------------------- | ---------------------- |
| Hoofdrollen               |                        |
| Olivier Tuinier           | Mees Grobben           |
| Verno Romney              | Tim                    |
| Genio de Groot            | Vader van Mees         |
| Adelheid Roosen           | Moeder van Mees        |
| Bijrollen                 |                        |
| Beppie Melissen           | Juf Til                |
| Heleen Hummelen           | Lokettiste             |
| Ellen Röhrman             | Vrouw in trein         |
| Kees Hulst                | Meneer Hollenberg      |
| Karen van Holst Pellekaan | Baliedame              |
| Maxim Hartman             | Bert Boot              |
| Wil van der Meer          | Man in de muziekwinkel |
| Frits Jansma              | Drukker                |
| Sebastiaan Spaan          | Eduard                 |
| Sarah Sylbing             | Cynthia                |
| Jaap Hoogstra             | Oudere Heer            |
| Roel Dekker               | Postbode               |
| Maria Tap                 | Haastige vrouw         |
| Kirsten Wilkeshuis        | Meisje met gitaar      |
| Sietze Greydanis          | Jongen met viool       |
| Esther Gast               | Floormanager           |
| Samantha Angenent         | Majorette              |
| Priscilla Blanken         | Majorette              |
| Almara van Gijn           | Majorette              |
| Midas Koops               | Jongen met tuba        |
| Annet Malherbe            | Moeder van Spijker     |

## Prijzen
Het Zakmes won in 1992 en 1993 in totaal drie prijzen:
- Cinekid Film Award in 1992: Ben Sombogaart
- Gouden Kalf in 1993: Beste regie: Ben Sombogaart
- Emmy in 1993: Beste jeugdprogramma[2]